# オウイエ・ウイリアム
オウイエ・ウイリアム（OWIE William、2004年4月19日 - ）は、神奈川県川崎市高津区出身のプロサッカー選手。Jリーグ・FC岐阜所属。ポジションはフォワード。父親がナイジェリア人で母親が日本人のハーフ。

## 来歴

### プロ入り前
中学時代は川崎フロンターレの下部組織に在籍していたがユース昇格とはならず、中学卒業後は日本体育大学柏高校に進学した。高身長を活かした空中戦の強さや規格外のフィジカルが認められて、2022年9月に柏レイソルへの2023シーズンからの入団が内定した。同年11月から開催された千葉県高校サッカー選手権では優勝を果たし、学校初の全国高等学校サッカー選手権への出場に貢献した。第101回全国高等学校サッカー選手権大会では初出場ながらもベスト8入りを果たした。

### 柏レイソル
2023年、J1・柏レイソルに正式加入した。同年6月7日、天皇杯2回戦・山梨学院大学PEGASUS戦で途中出場し、プロ初出場を果たした。

### FC岐阜
2024年12月30日に、2025年シーズンのFC岐阜への育成型期限付き移籍加入が発表された。同年、2月23日J3第2節ヴァンラーレ八戸戦で途中出場し、Jリーグ初出場を果たした。

## 所属クラブ
- 大空KSC（川崎市立久末小学校）
- 2017年 - 2019年 川崎フロンターレU-15（川崎市立東橘中学校）
- 2020年 - 2022年 日本体育大学柏高等学校
- 2023年 -  柏レイソル
  - 2025年 -  FC岐阜（育成型期限付き移籍）

## 個人成績
| 国内大会個人成績 | 国内大会個人成績 | 国内大会個人成績 | 国内大会個人成績 | 国内大会個人成績 | 国内大会個人成績 | 国内大会個人成績 | 国内大会個人成績 | 国内大会個人成績 | 国内大会個人成績 | 国内大会個人成績 | 国内大会個人成績 |
| 年度             | クラブ           | 背番号           | リーグ           | リーグ戦         | リーグ戦         | リーグ杯         | リーグ杯         | オープン杯       | オープン杯       | 期間通算         | 期間通算         |
| 年度             | クラブ           | 背番号           | リーグ           | 出場             | 得点             | 出場             | 得点             | 出場             | 得点             | 出場             | 得点             |
| 日本             | 日本             | 日本             | 日本             | リーグ戦         | リーグ戦         | リーグ杯         | リーグ杯         | 天皇杯           | 天皇杯           | 期間通算         | 期間通算         |
| ---------------- | ---------------- | ---------------- | ---------------- | ---------------- | ---------------- | ---------------- | ---------------- | ---------------- | ---------------- | ---------------- | ---------------- |
| 2023             | 柏               | 47               | J1               | 0                | 0                | 0                | 0                | 1                | 0                | 1                | 0                |
| 2024             | 柏               | 47               | J1               | 0                | 0                | 1                | 0                | 0                | 0                | 1                | 0                |
| 2025             | 岐阜             | 32               | J3               |                  |                  |                  |                  |                  |                  |                  |                  |
| 通算             | 日本             | 日本             | J1               | 0                | 0                | 1                | 0                | 1                | 0                | 2                | 0                |
| 通算             | 日本             | 日本             | J3               | 0                | 0                | 0                | 0                | 0                | 0                | 0                | 0                |
| 総通算           | 総通算           | 総通算           | 総通算           | 0                | 0                | 1                | 0                | 1                | 0                | 2                | 0                |

出場歴
- Jリーグ初出場 - 2025年2月23日 J3第2節 ヴァンラーレ八戸戦 (岐阜メモリアルセンター長良川競技場)

## タイトル

### クラブ

#### 日本体育大学柏高校
- 第101回全国高等学校サッカー選手権大会千葉県大会(2022)

### 個人
- 全国高等学校サッカー選手権大会千葉県大会・優秀選手[7]